# Forces de Defensa Irlandeses
Les Forces de Defensa Irlandeses (en anglès: Irish Defence Forces, en irlandès: Fórsaí Cosanta na hÉireann) inclouen l'Exèrcit, el Servei Naval, la Força Aèria, i la força de reserva de la República d'Irlanda. El president o la presidenta d'Irlanda és formalment Comandant Suprem de les Forces de Defensa, però en la pràctica responen al govern irlandès a través del ministre de defensa. Les Forces de Defensa Irlandeses són: l'Exèrcit de Terra, el Servei Naval, el Cos Aeri, la Reserva de l'Exèrcit (irlandès: Cúltaca an Airm), i la Reserva del Servei Naval (irlandès: Cúltaca na Seirbhíse Cabhlaigh).

## Rol
La favorable localització geogràfica de la República d'Irlanda a l'àrea nord-oest de la Unió Europea, fa de qualsevol amenaça externa o futura invasió alguna cosa improbable. L'Estat irlandés té una llarga política de no-bel·ligerància en conflictes armats que va incloure la neutralitat durant la Segona Guerra Mundial. Per aquestes raons, la capacitat militar de la República irlandesa és relativament modesta. Tanmateix, el país té una llarga història de participació en operacions per mantenir la pau dins de l'Organització de Nacions Unides. Les funcions de les Forces de Defensa inclouen:
- Preparació de la defensa de l'Estat contra un atac armat.
- Assistir a la Garda Síochána (força policial), incloent-hi la protecció de la seguretat interna de l'Estat.
- Mantenir la pau, maneig de crisi i operacions d'ajuda humanitària en suport a l'Organització de Nacions Unides.
- Custòdia de la indústria pesquera, d'acord amb les obligacions estatals sota els acords de la Unió Europea.
- Altres funcions com el transport segur de ministres, recerca i rescat, assistència en desastres naturals, assegurar el manteniment dels serveis essencials, entre d'altres.

## Història
Les Forces de Defensa tracen els seus orígens fins als Voluntaris Irlandesos (irlandès: Óglaigh na hÉireann) fundats en 1913. L'organització va ser succeïda en 1919 per l'Exèrcit Republicà Irlandès (IRA per les seves sigles en anglès), la organzación guerrillera que va lluitar en la Guerra d'independència contra el govern del Regne Unit, la qual és més popularment coneguda com la Guerra Anglo-irlandesa. Poc després de la creació de l'Estat Lliure Irlandès l'any 1922, l'IRA va ser oficialment succeït per les modernes Forces de Defensa. El títol irlandès de Óglaigh na hÉireann prèviament usat tant pels Voluntaris Irlandesos i l'IRA, va ser preservat per les Forces de Defensa. Aquest títol és usat també per l'IRA Provisional i altres petits grups paramilitantes, per la mateixa raó. Alguns membres del govern irlandès, incloent-hi el Ministre de Defensa, Willie O'Dea, han objectat aquest ús.

## Exèrcit
Avui al voltant de 8.500 homes i dones serveixen en l'exèrcit irlandès (13.000 en la reserva). El país està dividit en tres àrees per raons administratives i operacionals. En cadascuna d'aquestes àrees existeix una brigada d'infanteria.
Afegit a l'Estructura de Brigades, hi ha també un Centre d'Entrenament de les Forces de Defensa, una Base Logística a la base de Curragh i un nombre d'establiments especials tals com l'Escola d'Equitació, l'Army Bands i l'Army Ranger Wing. En el cas dels "cossos" que donen suport a la infanteria, un director i un personal coordinen l'adquisició d'equip especialitzat, l'execució d'entrenament especialitzat, etc.
L'estructura dels tres grups de brigada assigna diferents responsabilitats a cada brigada. Una té especial responsabilitat en els assumptes de les fronteres, la segona es responsabilitza de les àrees de Dublín i Leinster, i la tercera s'encarrega de l'àrea de Munster i Connacht. Aquesta estructura està basada en el reforç de combat, elements de suport en combat i la racionalització dels elements del servei de suport de combat.

## Cos Aeri
En el present el Cos Aeri Irlandès és incapaç de complir el rol d'una força aèria de defensar l'espai aeri d'Irlanda. No obstant això, el Cos Aeri compleix moltes altres funcions importants requerides per l'Estat. El Cos Aeri és la més petita de les tres branques de les Forces de Defensa amb un personal de nou-cents trenta-nou (939) efectius.
- Els rols primaris del Cos Aeri són definits ara com:

1. Suport a l'Armada.
2. Suport al Servei Naval.
3. Ajuda al Poder Civil.
- Existeixen altres dos rols secundaris:

1. Ajuda a la Comunitat Civil.
2. Ajuda als departaments governamentals.
El Cos Aeri posseeix dues patrulles aèries que vigilen les aigües territorials de la república. Aquestes patrulles estan equipades amb sistemes de detecció i assisteixen al Servei Naval; el Cos Aeri ha estat indispensable en moltes intercepcions reeixides en el mar. Aquests avions han estat usats també en paracaigudisme per la elite Army Ranger Wing.

## Servei Naval
El Servei Naval té la difícil tasca no només de vigilar les aigües territorials irlandeses sinó també de vigilar la "Caixa de Conservació Irlandesa", la qual és una immensa àrea de mar en la qual la pesca està restringida per preservar els nombres de vida marina. El Servei Naval per tant serveix a la Unió Europea en protegir aquesta àrea així com a la República d'Irlanda.
S'han realitzat nombroses intercepciones de navilis transportant narcòtics cap a i des d'Irlanda; duent-se a terme amb la cooperació del Servei Aeri i la Guàrdia Costanera. Tots els vaixells de guerra estan suficientment armats per fer valer les seves funcions policials.
A causa de la localització geogràfica de l'illa el Servico Naval no disposa de grans vaixells de guerra, ja que serien de poca utilitat per a les seves funcions, a més de no estar reflectit en la política de defensa de la República, la qual no contempla la possibilitat de sofrir amenaces de gran entitat. El Servei Naval posseeix un personal de prop de mil cent catorze (1.114) persones.
- Les funcions del Servei Naval són:

1. Protecció de la indústria pesquera.
2. Ajuda al Poder Civil.
3. Intercepció de drogues.
4. Seguretat marítima.
5. Operacions sub-aquàtiques.
6. Control de la contaminació.
7. Suport a missions d'ultramar.
- La Marina posseeix vuit patrulleres properes a la costa:

- LÉ Emer (P21)
- LÉ Aoife (P22)
- LÉ Aisling (P23)
- LÉ Eithne (P31)
- LÉ Orla (P41)
- LÉ Ciara (P42)
- LÉ Niamh (P52)
- LÉ Róisín (P51)